# Logikbombe
Eine Logikbombe (meist englisch logic bomb oder gelegentlich auch slag code bezeichnet) ist ein Computerprogrammteil, der nach Eintreten bestimmter (logischer) Bedingungen schädliche Aktionen auslöst. Analog zur Zeitbombe leitet sich der Name von der Art der „Zündung“ ab. Auslösende Bedingungen können etwa das Erreichen eines bestimmten Datums oder das Fehlen einer bestimmten Datei sein. Logikbomben zählen wie Computerviren, -würmer und Trojanische Pferde zu Malware und werden oft mit diesen kombiniert.

## Arbeitsweise und Abgrenzung
Logikbomben zählen zu den ältesten und einfachsten Malware-Vertretern und wurden bereits vor den ersten Computerviren eingesetzt. Eine Logikbombe besteht aus zwei Komponenten:
- eine hinreichend spezifische Bedingung,
- eine Explosion, d. h., eine schädliche Aktion.

Die Bedingung kann z. B. das Erreichen eines bestimmten Datums, das Fehlen einer bestimmten Datei oder das Ausführen durch einen bestimmten Benutzer sein. Die Explosion kann z. B. das Löschen von Daten oder das Infizieren eines Systems mittels eines Virus sein. Bevor die Bedingung erfüllt ist, macht sich eine Logikbombe nicht bemerkbar.
Im Gegensatz zu einem Virus kann eine Logikbombe nicht per se andere Dateien infizieren bzw. sich selbst reproduzieren. Umgekehrt sind die Bedingungen, die ein Virus oder einen Wurm sich verbreiten lassen, nicht spezifisch genug, um als Logikbombe bezeichnet zu werden. Zudem ist ein Virus im Gegensatz zu einer Logikbombe nicht notwendig zerstörerisch. Jedoch werden viele Viren, Würmer und andere Malware mit Logikbomben kombiniert, vgl. Michelangelo (Computervirus).
Beispielsweise könnte ein Programmierer in ein Programm eine Funktion einschmuggeln, die wichtige Daten löscht, wenn sein Name nicht mehr auf der Gehaltsliste auftaucht, die Festplattenbelegung einen Schwellwert überschritten hat oder wenn das Programm zehnmal aufgerufen wurde.
Zum Teil werden Logikbomben an einem bestimmten Datum aktiviert, wie etwa am Freitag den 13. oder am 1. April. Solche Logikbomben werden auch „Zeitbomben“ oder „Geburtstagsviren“ genannt.
Logikbomben enthalten stets eine für den Benutzer (unbekannte) schädliche Funktion in der Software. Nicht als Logikbomben gelten z. B. Easter Eggs oder Programmroutinen in Trialware, also Demoversionen kommerzieller Software, bei der die Funktionalität nach einer gewissen Zeit oder Zahl an Programmaufrufen eingeschränkt wird.

## Beispiele
- Unix-Administrator Yung-Hsun Lin wollte an seinem Geburtstag im Jahr 2004 durch eine Bombe auf 70 Unix-Servern seines Arbeitgebers Medco Health Solutions medizinische Kundendaten löschen lassen, um sich so als Programmierer unverzichtbar zu machen. Dies gelang ihm in einem ersten Versuch (wegen eines Scriptfehlers) jedoch nicht. Den zweiten Versuch für seinen nächsten Geburtstag konnte ein Mitarbeiter rechtzeitig entdecken und entschärfen. Yung-Hsun Lin wurde zu 30 Monaten Haft und einer Geldstrafe von 81.200 US-Dollar verurteilt.[2][3][4]
- Systemadministrator Roger Duronio wurde zu 97 Monaten Haft verurteilt, weil er bei seinem Ex-Arbeitgeber UBS PaineWebber bösartigen Code implementiert hatte und so am 4. März 2002 um 9:30 in der Zentrale und in 370 Zweigstellen 2000 Server gelöscht und heruntergefahren wurden. Die Kosten, um die Server wieder funktionstüchtig zu bekommen, beliefen sich auf über 3,1 Millionen Dollar. Das Unternehmen litt mehrere Jahre lang an dem entstandenen Schaden, manche Informationen auf den Servern konnten nicht wiederhergestellt werden. Kopien des bösartigen Codes konnten auf Duronios heimischem Computer sichergestellt werden.[5]
- Der Stuxnet-Virus bestand aus mehreren Teilen, u. a. auch aus einer logischen Bombe, die erst nach Erreichen bestimmter Bedingungen (z. B. Prüfung der Frequenz des Zentrifugenmotors zwischen 807 Hz und 1210 Hz und Datum in bestimmtem Bereich) aktiv wurde, um erst dann von Zeit zu Zeit Zentrifugen zur Uran-Anreicherung durch gezielte Frequenzveränderungen zu beschädigen. Dies sei ihm laut David Albright, Paul Brannan und Christina Walrond, Forscher beim Institute for Science and International Security (ISIS), auch gelungen, er könnte bis zu tausend iranische Zentrifugen in Natanz zerstört haben. Aufgrund der hohen Komplexität des Virus wurde vermutet, dass er eine Auftragsarbeit westlicher Geheimdienste sei, der dann über einen USB-Stick eingeschmuggelt wurde. Irans Präsident Mahmud Ahmadinedschad gestand ein, dass „sie“ es geschafft hätten, Probleme bei einer begrenzten Anzahl Zentrifugen zu verursachen, mit einer Software, die „sie“ in elektronischen Bauteilen installiert hätten.[6][7][8][9] Es haben sich die Hinweise inzwischen soweit verdichtet, dass es mittlerweile als gesichert gelten kann, dass die USA und Israel die Auftraggeber von Stuxnet sind.[10]